# 크리스토퍼 로에악
크리스토퍼 로에악(영어: Christopher Jorebon Loeak, 1952년 11월 11일 ~ )는 마셜 제도의 전 대통령이자 정치인이다.
마셜제도 의회에서 25년간 근무하였으며, 2011년 11월 총선에서 대통령으로 선출되어 2012년 1월 10일부터 2016년 11월까지 마셜 제도 제6대 대통령을 역임하였다.

## 생애
로에악은 1952년 11월 11일 아일링라프라프 환초에서 태어났다. 마셜 제도 고등학교에 진학했다가 미국으로 유학을 가서 하와이 퍼시픽 대학교과 곤자가 대학교 법학과에 들어갔다. 로에악은 마셜어를 모국어로 삼고 있을 뿐만 아니라 영어에도 능통했다. 이후 아노노 리에옴과 결혼해 3명의 자녀와 7명의 손주를 두게 되었다.

### 정치 경력
로에악은 1985년 아일링라프라프 환초 지역구 국회의원 후보로 나서 마셜 제도 의회에 처음 입성한다. 1988년부터 1992년까지는 아마타 카부아 대통령 내각의 법무장관을 지냈다. 1992년부터는 사회복지장관에 취임하여 임기를 수행하다가 1996년 카부아 대통령이 사망하고 쿠니오 레마리가 뒤를 이어 내각을 꾸리면서 교육부장관 자리에 올랐다. 이후 1997년 출범한 이마타 카부아 정부에서도 교육장관이 되면서 2년간 교육부에 몸을 담았다. 1998년에는 랄리크 열도 장관이 되어 한 해 동안 관직을 맡았으며 1999년부터는 대통령 보좌장관을 동시 역임하였다.
국회의원으로 활동하면서 로에악은 법무행정, 공인회계, 보건교육복지, 외교통상, 세출, 자원고용, 방위평화보안환경보전 등의 위원회에서 활동하였다. 제2대, 제3대 헌법회의 의원으로서 부의장을 맡기도 하였으며 권리장전위원회 의장도 역임하였다. 또한 8년간 진전을 보이지 못했던 로널드 레이건 탄도미사일 방어시험장 마셜기지 임대 연장 협상에서 마셜제도측 협상단으로 참여하기도 했다. 이 협상에서 마셜제도 정부는 해당 부지의 임대기간을 연장하는 조건으로 3200만 달러를 추가 지급받는 것에 합의하였다.
2007년에는 국회의원에 다시 당선되어 아일링라프라프 지역구 의원으로 재직하게 되었다. 이듬해 2008년에는 리토콰 토메잉 대통령의 보좌장관이 되었다.

### 대통령

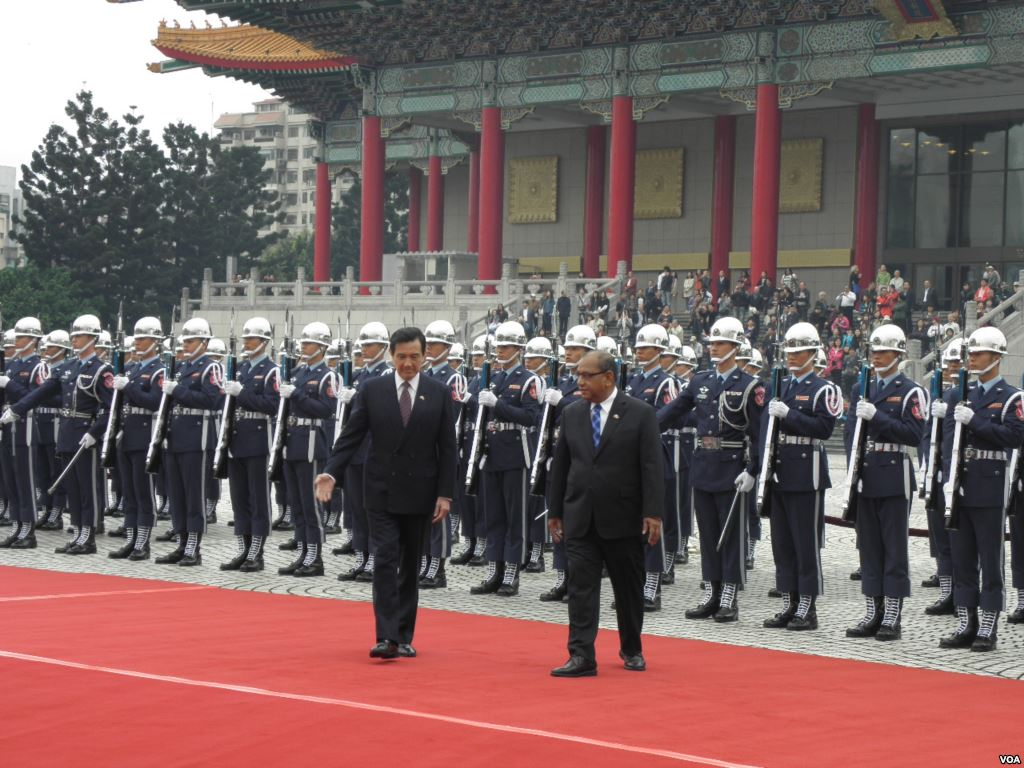
중화민국 순방 중 중정기념관에서 마잉주 총통과 함께 사열을 받는 로에악 대통령

로에악은 2012년 1월 의회 표결을 거쳐 마셜 제도의 대통령으로 당선되었다. 당시 제1당의 토니 데브룸이 지명한 후보 아엘론 케인을 당선시키려 하였으나 케사이 노테 전 대통령이 이를 거절하면서, 과반을 유지하기 위한 차선책으로 로에악이 대신 선출되었다. 이후 로에악은 주렐랑 제드카이아 대통령을 21대 11로 누르고 대통령에 올랐다. 제드카이아는 새 정부와 협력하기로 합의하였고 로에악은 조만간 내각을 구성할 것이라고 발표하였다.